# Segmentina
Genre
Synonymes
- Planorbis (Segmentina) J. Fleming, 1818[2]
- Segmentaria Swainson, 1840[3]
- Segmentina (Parasegmentina) Kruglov & Soldatenko, 1997[2]
- Segmentina (Segmentina) J. Fleming, 1818[2]
- Segmentina (Subsegmentina) Kruglov & Soldatenko, 1997[2]

Segmentina est un genre de micromollusques gastéropodes de la famille des Planorbidae. Ce sont des escargots dulçaquicoles de très petite taille. L'espèce type du genre est Segmentina nitida.

## Liste d'espèces
Selon BioLib (27 octobre 2019) :
- Segmentina calatha Benson, 1850
- Segmentina hemisphaerula Benson, 1842
- Segmentina nitida (O. F. Müller, 1774)
- Segmentina taia (Annandale & Rao, 1925)
- Segmentina trochoidea (Benson, 1836)
- Segmentina usta A. A. Gould, 1859

Selon Catalogue of Life (27 octobre 2019) :
- Segmentina bouilleti (Tournouër, 1869) †
- Segmentina bugense Gozhik & Prysjazhnjuk, 1978 †
- Segmentina drenici Milošević, 1975 †
- Segmentina filocincta (Sandberger, 1872) †
- Segmentina haueri Stoliczka, 1862 †
- Segmentina lartetii (Noulet, 1854) †
- Segmentina loczyi (Lörenthey, 1906) †
- Segmentina nitida (O. F. Müller, 1774)
- Segmentina roskai Gozhik & Prysjazhnjuk, 1978 †
- Segmentina sandbergeri (Brusina, 1893) †
- Segmentina stenomphalus (Brusina, 1902) †

Selon NCBI (27 octobre 2019) :
- Segmentina hemisphaerula
- Segmentina nitida

Selon World Register of Marine Species (27 octobre 2019) :
- Segmentina bouilleti (Tournouër, 1869) †
- Segmentina bugense Gozhik & Prysjazhnjuk, 1978 †
- Segmentina congenera C. R. Boettger, 1915
- Segmentina drenici Milošević, 1975 †
- Segmentina filocincta (Sandberger, 1872) †
- Segmentina haueri Stoliczka, 1862 †
- Segmentina lartetii (Noulet, 1854) †
- Segmentina loczyi (Lörenthey, 1906) †
- Segmentina nitida (O. F. Müller, 1774)
- Segmentina parva Martinson, 1954 †
- Segmentina roskai Gozhik & Prysjazhnjuk, 1978 †
- Segmentina sandbergeri (Brusina, 1893) †
- Segmentina stenomphalus (Brusina, 1902) †